# Felix Haurowitz
Felix Michael Haurowitz (1 de marzo de 1896, Praga - 2 de diciembre de 1987, Bloomington, Indiana ) fue un médico y bioquímico checo-estadounidense.

## Biografía
Haurowitz hablaba alemán como lengua materna, pero también dominaba el checo desde su infancia. Durante su educación secundaria en un Gymnasium de Praga, también recibió clases particulares de inglés, francés e italiano. En noviembre de 1915 fue reclutado por el ejército austrohúngaro y destinado a una unidad de artillería austriaca. Gracias a sus excelentes resultados en una escuela de oficiales en Hungría, se le concedió el mando de un batallón de artillería. En abril de 1918 se le concedió permiso para matricularse en la facultad de medicina de la Universidad Alemana de Praga (la actual Universidad Carolina). Allí trabajó bajo la supervisión del químico especialista en hemoglobina Richard von Zeynek (1869-1945) y de Hedwig Langecker. Haurowitz pasó un semestre en la Universidad de Wurzburgo, donde conoció al químico de proteínas Franz Hofmeister. En Praga, Haurowitz se licenció en 1922 y en 1923 obtuvo el título de Dr. rer. nat. por varios trabajos publicados entre 1920 y 1923. Visitó el laboratorio de Leonor Michaelis en Berlín, donde aprendió métodos fisicoquímicos, como la medición del pH, del bioquímico Peter Rona (1871-1945). Durante el verano de 1924, Haurowitz trabajó en la purificación de la lipasa gástrica en el laboratorio muniqués de Richard Willstätter. En 1925, Haurowitz fue nombrado docente en Praga, lo que le proporcionó la seguridad financiera necesaria para casarse con Regina "Gina" Hedvika Perutz (1903-1983) en junio de 1925. Era prima de Max Perutz. Durante una visita a Felix y Gina Haurowitz, Perutz se interesó por el problema de determinar la estructura química de la hemoglobina.
En Praga, Haurowitz impartió cursos sobre química biofísica y avances recientes en bioquímica. En 1930 fue nombrado profesor extraordinario (profesor asociado) con titularidad. De 1925 a 1936 adquirió reputación internacional por sus investigaciones sobre la hemoglobina. Determinó el espectro de absorción de la metahemoglobina y fue el primero en cristalizar varios derivados de la hemoglobina. Fue uno de los primeros investigadores en aportar pruebas convincentes de que los anticuerpos son globulinas séricas. En 1938 hizo el importante descubrimiento de que la exposición al oxígeno puede romper cristales desoxigenados de hemoglobina. Karl Landsteiner fue pionero en el uso de haptenos para la investigación en inmunoquímica. Las técnicas de Landsteiner fueron desarrolladas por Haurowitz para "la determinación cuantitativa de la composición del precipitado antígeno-anticuerpo, el cálculo de las constantes de disociación y otros parámetros de la interacción antígeno-anticuerpo".
En la década de 1930 y principios de la de 1940, Felix Haurowitz y Friedrich Breinl (1888-1936), así como otros científicos como Jerome Alexander, Stuart Mudd, William Whiteman, Carlton Topley y, sobre todo, Linus Pauling, propusieron variantes de la teoría de la plantilla de la formación de anticuerpos, hoy desacreditada.
En 1938, Haurowitz trabajaba en el Laboratorio Carlsberg de Copenhague, invitado por el bioquímico danés Albert Fischer, cuando se firmaron los Acuerdos de Múnich. La noticia alarmó a Haurowitz, que regresó a Praga para estar con su mujer y sus dos hijos. Fue movilizado brevemente como médico en el ejército checo, pero fue desmovilizado cuando Checoslovaquia cedió los Sudetes a Alemania. Huyó con su mujer y sus dos hijos a Estambul. En la Universidad de Estambul dirigió el departamento de química biológica y fue catedrático de 1939 a 1948. Al final de su segundo año en la Universidad de Estambul, daba clases y exámenes en turco. Durante su estancia en Estambul, sirvió de enlace entre muchas personas bajo ocupación nazi y sus contactos en los países aliados.
En 1946, Gina Haurowitz y sus hijos Alice (nacida en 1929) y Martin (nacido en 1931) se trasladaron a Estados Unidos. Sin embargo, Felix Haurowitz pasó dos años más en la Universidad de Estambul para cumplir su contrato académico, pero visitó a su familia en 1947. Emigró en 1948 a Estados Unidos y en 1952 se nacionalizó. En la Universidad de Indiana fue profesor de química de 1948 a 1966, año en que se jubiló como profesor emérito. Fue autor de 11 libros y autor o coautor de unos 350 artículos científicos. En la Universidad de Indiana fue amigo íntimo de Harry G. Day.

## Premios y distinciones
- 1956 – Miembro de la Academia Nacional Alemana de Ciencias Leopoldina
- 1960 - Premio Paul Ehrlich y Ludwig Darmstaedter
- 1970 - Miembro de la Academia Estadounidense de Artes y Ciencias
- 1971 — Premio por Servicios Distinguidos a la Inmunología, otorgado por la Unión Internacional de Sociedades Inmunológicas en el Primer Congreso Internacional de Inmunología, Washington D. C.[9][10]
- 1973 – Doctor en Medicina (honorario) por la Universidad de Estambul
- 1974 - Doctor en Filosofía (honorario) de la Universidad de Indiana
- 1975 – Miembro de la Academia Nacional de Ciencias

## Publicaciones seleccionadas

### Artículos
- Haurowitz, Felix; Astrup, Tage (1939). «Ultra-violet Absorption of Genuine and Hydrolysed Protein». Nature 143 (3612): 118-119. Bibcode:1939Natur.143..118H. doi:10.1038/143118b0.
- Haurowitz, F.; Crampton, C. F. (1952). «The fate in rabbits of intravenously injected I131-iodoovalbumin». The Journal of Immunology 68 (1): 73-85. PMID 14908086. doi:10.4049/jimmunol.68.1.73.
- Würz, Hannelore; Haurowitz, Felix (1961). «Changes in the Optical Rotation of Proteins after Cleavage of the Disulfide Bonds1,2». Journal of the American Chemical Society 83 (2): 280-283. doi:10.1021/ja01463a005.

### Libros
- Biochemie des Menschen und der Tiere seit 1914 (1925)
- Fortschritte der Biochemie (1932)
- Química y Biología de las Proteínas (1949); pbk edición 1963 ASIN B000R0BU8Y
- Inmunoquímica y biosíntesis de anticuerpos (1950)
- Bioquímica: un libro de texto introductorio. Nueva York: J. Wiley & Sons, Inc., 1955. ASIN B00JCVDKM8
- Progress in Biochemistry since 1949. S. Karger. 1958. ISBN 978-3805508711; pbk, 358 pages